# Uno studente quasi perfetto
Uno studente quasi perfetto (The Wrong Teacher) è un film televisivo del 2018, diretto da David DeCoteau.
È il sedicesimo film della serie The Wrong.

## Trama
Charlotte Hanson, insegnante di letteratura inglese alla Roosevelt High School, ha un'avventura di una notte con il giovane Chris Williams. Il giorno seguente, comincia l'anno scolastico e Charlotte è sconvolta nello scoprire che Chris è uno dei suoi nuovi studenti. Il giovane desidererebbe continuare a frequentarla ma la donna, pur non dovendo temere nulla dal punto di vista legale visto che Chris è diciottenne, mette subito in chiaro che non farà più sesso con lui. Chris, furioso, medita vendetta.